# Colletes hederae
Colletes hederae là một loài Hymenoptera trong họ Colletidae. Loài này được Schmidt & Westrich mô tả khoa học năm 1993.

## Hình ảnh

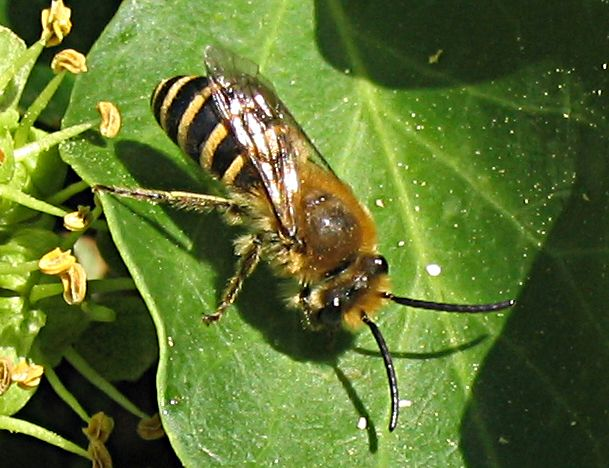
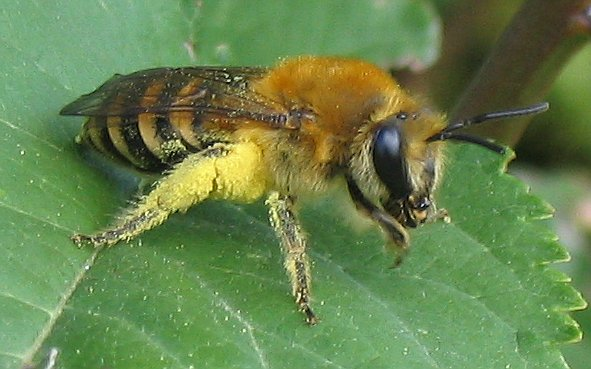
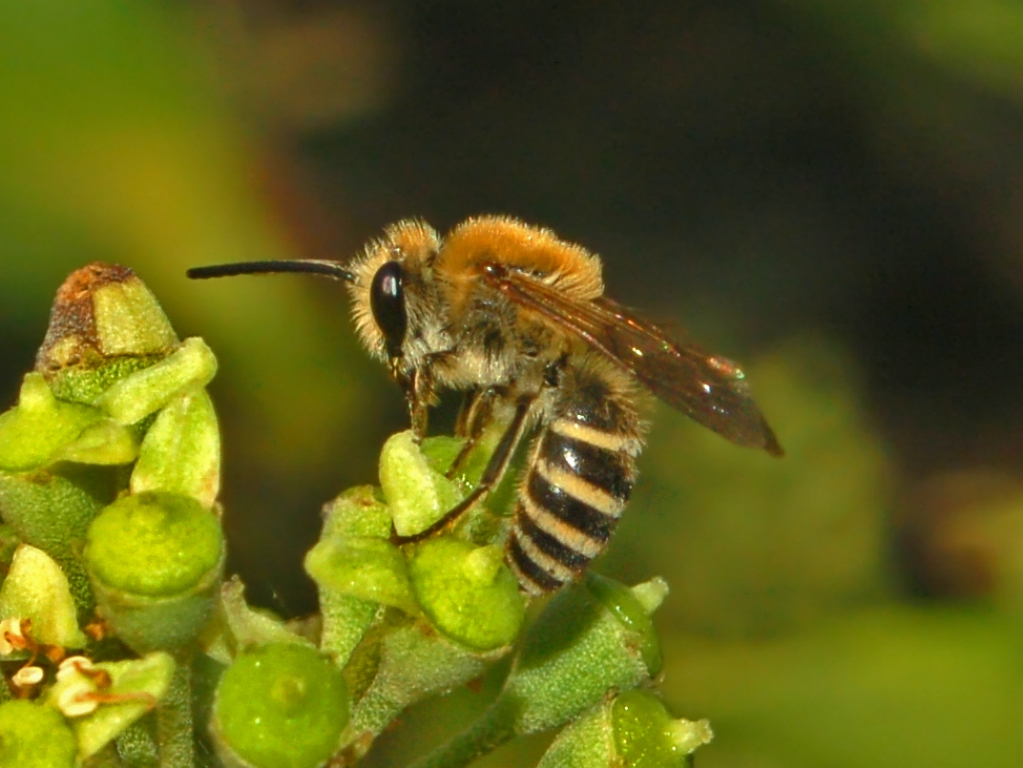
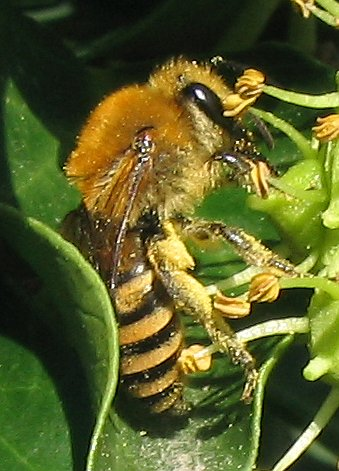